# بي جي آرمسترونغ
بي جي آرمسترونغ (بالإنجليزية: B. J. Armstrong)‏ مواليد 9 سبتمبر 1967 في ديترويت، هو لاعب كرة سلة أمريكي سابق بدأ مسيرته الاحترافية في سنة 1989. يبلغ طوله 6 قدم 2 بوصة (1.9 م). اعتزل اللعب في 2000.

## فرق لعب لها
- شيكاغو بولز
- غولدن ستايت ووريورز
- شارلوت هورنتس
- أورلاندو ماجيك

## روابط خارجية
- بي جي آرمسترونغ على موقع إن بي أي (الإنجليزية)
- بي جي آرمسترونغ على موقع سبورتس رفرنس (الإنجليزية)
- بي جي آرمسترونغ على موقع كرة السلة الأوروبية.كوم (الإنجليزية)
- بي جي آرمسترونغ على موقع كلية كرة السلة في سبورتس رفرنس.كوم (الإنجليزية)
- بي جي آرمسترونغ على موقع ريلجم (الإنجليزية)
- بي جي آرمسترونغ على موقع بروبوليرز (الإنجليزية)